# Clayton Blackmore
Clayton Graham Blackmore (Neath, 23 de setembro de 1964) é um ex-futebolista e treinador de futebol galês que atuava como lateral-esquerdo.

## Carreira em clubes

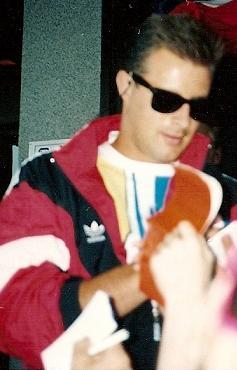
Blackmore em julho de 1991.

Revelado pelo Manchester United, Blackmore foi promovido ao elenco principal dos Red Devils em 1982 (tendo chegado até a final da FA Youth Cup no mesmo ano), mas sua estreia oficial ocorreu apenas em maiop de 1984, contra o Nottingham Forest, que também foi sua única aparição na temporada. Até 1994, quando saiu do United, o meia (que também chegou a atuar como zagueiro e até como atacante) disputou 186 jogos e marcou 19 gols.
Sua contratação pelo Middlesbrough, em 1994, foi um pedido de Bryan Robson, ex-companheiro do galês no Manchester United e que era jogador e técnico do Boro. Em seis anos, foram apenas 53 partidas e quatro gols marcados. Em 1996, foi emprestado ao Bristol City, onde jogou apenas 5 vezes e marcou 1 gol. Teve outra passagem curta, agora pelo Barnsley: Blackmore atuou por 7 jogos. Pelo Notts County, o galês disputou 21 partidas entre 1999 e 2000, marcando 2 gols.
Em reta final de carreira, Blackmore passaria a jogar em clubes de seu país. Atuou em uma única partida pelo Leigh RMI, em 2000. No mesmo ano, assinou com o Bangor City e foi o principal atleta do elenco semi-profissional dos Citizens. Ele chegou, inclusive, a acumular funções de técnico e jogador em 2006 - em seis anos, foram 176 partidas disputadas e 11 gols marcados.
No Porthmadog, ele chegou novamente a ser jogador-treinador em 2007, participando de 18 jogos e fazendo 4 gols. Blackmore encerrou sua carreira em 2010, aos 45 anos, no Neath Athletic.

## Seleção de Gales
Pela Seleção Galesa de Futebol, Blackmore representou a equipe nacional em 39 oportunidades. Antes, em 1983, disputara 3 jogos pela categoria sub-21. Durante o período, Gales não se classificou para nenhuma competição relevante (esteve perto de conquistar vagas para a Eurocopa de 1992 e para a Copa de 1994), tendo participado apenas da Copa de 1958. Estreou em 1985, contra a Noruega, e sua última partida por Gales foi em março de 1997.

## Situação constrangedora envolvendo Beckham
Em 2013, David Beckham, em depoimento ao documentário "The Class of 92", afirmou ter passado por uma situação constrangedora quando iniciava sua carreira. O ex-meia disse que, ao olhar um álbum de fotos de Blackmore no vestiário do Manchester United, foi obrigado a se masturbar na frente dos companheiros, história que foi divulgada pelo jornal "Metro".

## Títulos
Manchester United
- Premier League: 1992–93[6]
- Copa da Inglaterra: 1989–90
- Supercopa da Inglaterra: 1990
- Taça dos Clubes Vencedores de Taças: 1990–91
- Supercopa da UEFA: 1991

Middlesbrough
- Football League First Division: 1994–95

Leigh RMI
- Peter Swales Shield: 1999–2000[7]

### Individuais
- Time do ano da Welsh Premier League: 2004–05[8]